# جوفانا من نابولي
جوفانا من نابولي (15 أبريل 1479 - 27 أغسطس 1518) ملكة قرينة لفرديناندو الثاني ملك نابولي.